# Xylocrius cribratus
Xylocrius cribratus é uma espécie de coleóptero da tribo Callidiini (Cerambycinae), com distribuição apenas nos Estados Unidos.

## Sistemática
- Ordem Coleoptera
  - Subordem Polyphaga
    - Infraordem Cucujiformia
      - Superfamília Chrysomeloidea
        - Família Cerambycidae
          - Subfamília Cerambycinae
            - Tribo Callidiini
              - Gênero Xylocrius
                - X. cribratus (LeConte, 1873)